# Pietro Balbi
Pietro Balbi, o Balbo (Pisa, 1399 – Roma, 9 settembre 1479), è stato un vescovo cattolico e letterato italiano.

## Biografia
Iniziati gli studi a Padova, andò a Mantova alla Ca' Zoiosa dell'umanista Vittorino da Feltre, dove apprese matematica ed astronomia. Studiò la lingua greca, traducendo molte opere in latino. Tra queste il Manuale del Platonismo (Ἐπιτομὴ τῶν Πλάτωνος δογμάτων) del filosofo Alcinoo e la Theologia di Proclo.
Si trasferì quindi a Roma alla corte di papa Paolo II, che nel 1461 lo nominò vescovo di Nicotera e nel 1465 vescovo di Tropea.
Morì a Roma nel 1479 e fu sepolto in Vaticano.